# 4232 Aparicio
A 4232 Aparicio (ideiglenes jelöléssel 1977 CD) egy kisbolygó a Naprendszerben. Félix Aguilar Obszervatórium fedezte fel 1977. február 13-án.